# 旋風裝
旋風裝，又稱旋風葉。是流行於中古時東亞地區的書籍裝幀方式，形制與經摺裝類似。然而，目前學界對於旋風裝真正為何的討論，未必有定案。

## 形制
旋風裝如經摺裝一樣，將長幅卷子以一正一反方式折疊成冊，不同之處是將長幅紙的首尾粘連起來，故可以循環翻閱，如同旋風，不致散開。日本學者島田翰說︰「概粘其首尾於褾紙，其翻飛之狀，宛如旋風。」（《書籍裝潢考》）
缺點與經摺裝相同，書口外露，容易散開，常翻閱時書頁容易破損、斷裂。
上述對旋風裝形制的描述可能只是一家之說，有人認為旋風裝即龍鱗裝。

## 腳注
1. ↑  高振鐸編，《古籍知識手冊1》（臺北︰萬卷樓，1997），頁60。
2. ↑  http://www.npm.gov.tw/dm/album/htm/note009_txt.htm